# Institut d'Estudis de l'Autogovern
L'Institut d'Estudis de l'Autogovern (IEA) és un centre de recerca vinculat al Govern de Catalunya situat al Palau Centelles a Barcelona. L'IEA duu a terme funcions d'assessorament, planificació, impuls i participació en la supervisió de les actuacions en matèria de desenvolupament de l'autogovern, i recerca en matèria d'organització territorial del poder. El seu director assessora el president de la Generalitat en matèria d'autogovern.
A aquests efectes, l'Institut treballa amb equips multidisciplinaris (jurídics, politològics, econòmics, etc.) tant des d'una perspectiva teòrica i de política comparada, com des de la perspectiva aplicada a casos concrets. L'activitat de recerca de l'Institut inclou la col·laboració amb altres institucions i es complementa amb la difusió d'estudis i treballs, l'organització de seminaris, diversos programes de beques de recerca, l'edició de diverses col·leccions de llibres, així com d'una revista semestral (Revista d'Estudis Autonòmics i Federals - Journal of Self-Government).

## Història
El 1984 el Govern de Catalunya va crear l'Institut d'Estudis Autonòmics. La primera gran obra editada per l'Institut d'Estudis Autonòmics va ser l'estudi Comentaris sobre l'Estatut de Catalunya, publicat l'any 1988. A partir de llavors, l'Institut va ser protagonista del desplegament de l'autogovern català. Durant les dècades del 1980 i el 1990 va publicar obres relacionades amb l'autonomia i va organitzar seminaris especialitzats sobre la qüestió. L'Institut va tenir un paper clau en l'elaboració i l'impuls de la reforma de l'Estatut d'Autonomia. En concret, l'any 2003 va publicar l'Informe sobre la reforma de l'Estatut. Posteriorment, l'Institut també esdevindria un actor rellevant al debat sobre el futur de l'autogovern i els processos de secessió de la política comparada.
L'1 de març del 2016 el Decret 201/2016 de reestructuració del Departament de la Presidència va assignar l'àmbit competencial sobre l'impuls del desplegament de l'autogovern a aquest departament i va modificar el nom de l'Institut, que va passar a anomenar-se Institut d'Estudis de l'Autogovern. L'IEA va reprendre les seves activitats institucionals i de recerca després de les eleccions al Parlament de Catalunya del 21 de desembre del 2017 —posteriors al referèndum de l'1 d'octubre d'aquell any—, quan l'autogovern català va ser recuperat arran de la formació del nou Govern de Catalunya. L'any 2019 va publicar les versions catalana i anglesa dels informes Democràcies i referèndums d'independència: El cas de Catalunya i Autogovern i relacions intergovernamentals en les democràcies actuals: El cas de Catalunya.
El Decret 21/2021, de 25 de maig, de creació, denominació i determinació de l'àmbit de competència dels departaments de l'Administració de la Generalitat de Catalunya atribueix al Departament de la Presidència l'impuls al desplegament de l'autogovern i, a aquests efecte, hi adscriu, com a organisme, l'Institut d'Estudis de l'Autogovern.

## Direcció
| Director                      | Període     | ref    |
| ----------------------------- | ----------- | ------ |
| Josep Maria Vilaseca i Marcet | 1985 - 1994 | [ 11 ] |
| Antoni Bayona i Rocamora      | 1994 - 2003 | [ 12 ] |
| Enric Fossas i Espadaler      | 2003 - 2004 | [ 13 ] |
| Carles Viver i Pi-Sunyer      | 2004 - 2017 | [ 14 ] |
| Ferran Requejo i Coll         | 2018 - 2021 | [ 15 ] |
| Joan Ridao i Martín           | 2021 - 2024 | [ 16 ] |
| Xavier Arbós                  | 2024-       | [ 17 ] |